# يلوا
يلوا هي بلدة في ولاية كبي في نيجيريا على نهر النيجر والطريق السريع A1. غالبًا ما يشار إلى المدينة باسم "يلوا، يوري"، نسبة إلى إدارة الحكومة المحلية والإمارة، وهي ليست بلدة يلوا حيث وقعت مذبحة يلوا في عام 2004 في ولاية بلاتو. يلوا هي عاصمة وأكبر مدينة في إمارة يوري. يبلغ عدد سكان يلوا 8.000 نسمة اعتبارًا من عام 2010، غالبيتهم من مسلمي الهوسا.
يلوا هي مركز السوق والمركز التجاري لإمارة يوري. إلى جانب التجارة يتمحور اقتصادها حول الزراعة. تشمل محاصيل التصدير الرئيسية البصل والأرز والقطن، على الرغم من أن يلوا تنتج أيضًا كميات كبيرة من الذرة الرفيعة والدخن واللوبيا والفول السوداني وقصب السكر وجوز الشيا والتبغ وجوز الكولا والفلفل والفول والأسماك والماشية وطيور غينيا. معظم المزارعين (79.2 في المائة) في منطقة يلوا هم مزارعون يعيشون على الكفاف، ومعظمهم يستأجر الأراضي التي يزرعونها أو يشتركون فيها.

## التاريخ
كانت يلوا عاصمة إمارة يوري منذ عام 1888 عندما تم نقل العاصمة هناك من بن يوري في أعقاب حرب أهلية. في عام 1896 أنشأت شركة النيجر الملكية مركزًا تجاريًا في يوري. احتل البريطانيون المدينة عام 1901.
تم غمر جزء من يلوا بشكل دائم من خلال إنشاء سد كاينجي في عام 1986. نزح ما يقرب من نصف سكان يوري، بما في ذلك العديد من سكان يلوا بسبب بناء سد كينجي الذي كان له آثار ضارة على الزراعة في المنطقة.
وقعت مجزرة فيها في عام 2004.
في 16 فبراير 2018 سميت فوهة بركان كوكب المريخ باسم يلوا.